# Hermann von Bruiningk
Hermann von Bruiningk, född 1849 och död 1927, var en livländsk arkivman och historiker.
von Bruiningk blev 1884 sekreterare vid Livlands riddarhus i Riga, och sedan 1899 chef för dess arkiv. Bruiningk var bland annat en framstående kännare av Livlands svenska tid. Hans mest bekanta arbete är Livländische Güterurkunden (tillsammans med N. Busch, 2 band 1908–1923).